# Florisuga mellivora
El colibrí nuquiblanco (Florisuga mellivora) es una especie de ave apodiforme de la familia Trochilidae, una de las dos pertenecientes al género Florisuga. Es nativo de la América tropical (Neotrópico), desde el sur de México, por América Central, hasta el centro de América del Sur.

## Nombres comunes
Se le denomina también jacobino nuquiblanco (en Costa Rica, Ecuador, Nicaragua y Panamá), colibrí de nuca blanca o colibrí nuca blanca (en Colombia, México, Perú y Venezuela), colibrí capucha azul (en México), colibrí cuello blanco (en Honduras) o picaflor nuca blanca, y también jacobino cuello blanco, jacobino collar grande, jacobino collarejo o colibrí collarejo.[cita requerida]

## Distribución y hábitat
Se distribuye ampliamente desde el sureste de México, por la pendiente caribeña de Belice, Guatemala, Honduras, Nicaragua, y también por la pendiente del Pacífico de Costa Rica y Panamá, hacia el sur, al norte y oeste de los Andes de Colombia hasta el oeste de Ecuador, y a oriente de los Andes de Colombia, este de Ecuador, este de Perú hasta el norte de Bolivia; al este por Venezuela, Trinidad y Tobago, Guyana, Surinam, Guayana Francesa y la totalidad de la Amazonia brasileña. Un ejemplar vagante fue fotografiado en San Fernando, provincia de Buenos Aires, Argentina en febrero de 2016, donde permaneció durante casi un mes. También se le considera vagante en El Salvador.
Esta especie es considerada de poco común a común —por lo menos estacionalmente— en sus hábitats naturales: el dosel y los bordes de selvas húmedas —anida en el sotobosque—, ambientes semiabiertos de varios tipos, como bosques ligeros, plantaciones de café y cacao, crecimientos secundarios altos y bosques en galería. Generalmente permanece alto en los árboles, más bajp en los bordes y claros. Desde el nivel del mar hasta los 900 m de altitud; raramente, tal vez estacionalmente, hasta los 1500 m o más.

## Descripción
Mide en promedio 11 cm de longitud. El macho tiene la cabeza y el pecho de color azul brillante; presenta una mancha blanca en la nuca que se extiende sobre la espalda; el vientre, las plumas subcaudales y las timoneras externas son blancas, estas últimas con el ápice negruzco. La hembra es verde bronceada con un babero y las subcaudales verde oscuro escamados de blanco.
Las hembras pueden inducir a confusión, pero el patrón del área cerca de la cola es distintivo y no compartida por las especies superficialmente similares. Estas aves suelen visitar las flores de árboles y epífitas de néctar, y también cazan insectos.[cita requerida]
Las hembras suelen mimetizarse (adoptando el color de su plumaje) con los machos para competir por el néctar.

## Sistemática

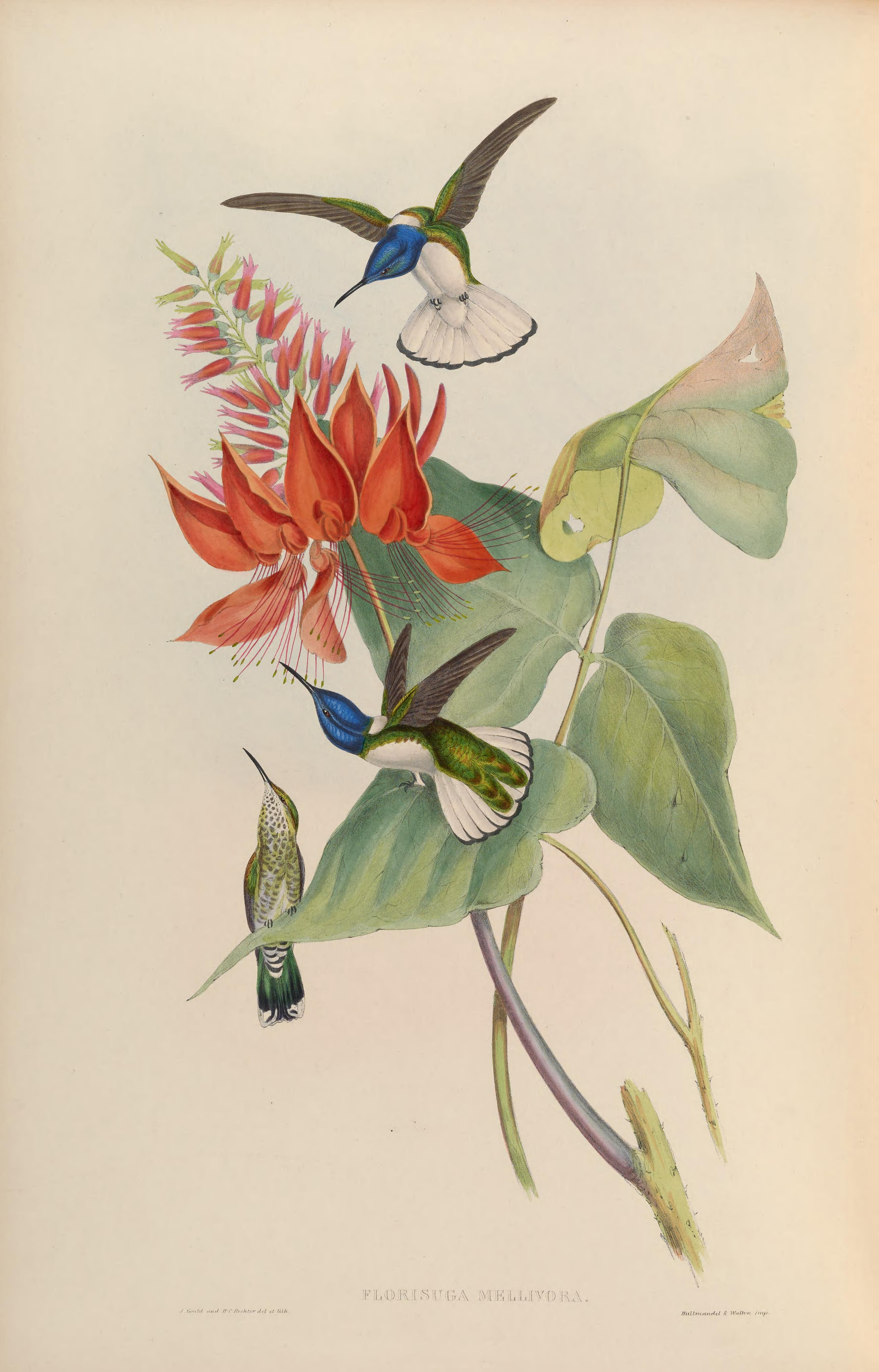
Florisuga mellivora, machos y hembra, ilustración de Gould y Richter para A monograph of the Trochilidae, or family of humming-birds, 1861.

### Descripción original
La especie F. mellivora fue descrita por primera vez por el naturalista sueco Carlos Linneo en 1758 bajo el nombre científico Trochilus mellivorus; su localidad tipo es: «India (error)» corregido posteriormente para «Surinam».

### Etimología
El nombre genérico femenino «Florisuga» se compone de las palabras del latín «floris» que significa ‘flor’, y  «sugere» que significa ‘chupar’, ‘sorber’; y el nombre de la especie «mellivora», se compone de las palabras del latín «mel» que significa ‘miel’, y «vorus» que significa ‘comer’, ‘devorar’.

### Taxonomía
Se describieron numerosas subespecies, pero la mayoría se incluyen en la nominal. Solamente las aves de Tobago, distinguibles por su tamaño mayor, son generalmente separadas, aunque algunos ejemplares de la Sierra Nevada de Santa Marta, en el noreste de Colombia, aparentemente son igualmente grandes; la forma descrita F. m tobagensis ridgway, 1910, es un sinónimo de flabellifera.

### Subespecies
Según las clasificaciones del Congreso Ornitológico Internacional (IOC) y Clements Checklist/eBird  se reconocen dos subespecies, con su correspondiente distribución geográfica:
- Florisuga mellivora mellivora (Linnaeus, 1758) – sur de México (desde el sur de Veracruz y norte de Oaxaca) hasta Panamá y Colombia, al sur hasta el oeste de Ecuador, sureste de Perú y  norte de Bolivia, al este hasta Venezuela, Trinidad, Las Guayanas y Amazonia brasileña.
- Florisuga mellivora flabellifera (Gould, 1846) – Tobago.